# Amerikaz Nightmare
Amerikaz Nightmare ist das sechste Album des US-amerikanischen Hip-Hop-Duos Mobb Deep. Es erschien am 10. August 2004 über das Musiklabel Jive Records.

## Titelliste
1. Amerikaz Nightmare – 4:56
2. Win or Lose – 3:13
3. Flood the Block – 2:55
4. Dump (feat. Nate Dogg) – 3:15
5. Got It Twisted – 3:44
6. When U Hear the – 2:52
7. Real Niggaz – 4:39
8. Shorty Wop – 3:34
9. Real Gangstaz (feat. Lil Jon) – 4:08
10. One of Ours Part II (feat. Jadakiss) – 4:21
11. On the Run – 3:46
12. Throw Your Hands (In the Air) – 3:55
13. Get Me (feat. Littles und Noyd) – 4:31
14. We Up – 3:00
15. Neva Change – 3:55
16. Got It Twisted (Remix) (feat. Twista) – 4:43

## Rezeption

### Charts
Amerikaz Nightmare konnte Platz 4 der US-amerikanischen Billboard 200 belegen. Nach 10 Wochen stieg das Album wieder aus den Charts aus. Die Single Got It Twisted positionierte sich auf Rang 64 der US-amerikanischen Single-Charts. In den deutschen Album-Charts belegte Amerikaz Nightmare Platz 95.

### Kritik
Die E-Zine Laut.de bewertete Amerikaz Nightmare mit vier von möglichen fünf Punkten. Aus Sicht des Redakteurs Stefan Johannesberg verdiene sich Mobb Deep den Titel ‚Amerikas Albtraum‘ „mit ihrem Sound des urbanen Untergangs, zumindest auf den grandiosen Werken Infamous und Hell On Earth.“ Während auf den vorherigen Veröffentlichungen die „hypnotischen Loops […] an Schärfe und Gefährlichkeit verloren“ und Prodigy „lust- und zahnlos“ gerappt hätten, stelle Amerikaz Nightmare eine „Rückkehr zu den dunkleren Nächten ihrer Vergangenheit“ dar. Auf den Liedern Real Niggaz und Got It Twisted lasse das Duo „den Club mit straighten Kopfnicker-Beats und der Abstinenz von R'n'B-Hooks links liegen.“ Auch die Gastbeiträge von Nate Dogg, Kanye West und Lil Jon „fügen sich dem Soundtrack des urbanen Untergangs“ ein.